# Baldratia jordaniensis
Baldratia jordaniensis är en tvåvingeart som beskrevs av Möhn 1969. Baldratia jordaniensis ingår i släktet Baldratia och familjen gallmyggor.
Artens utbredningsområde är Jordan. Inga underarter finns listade i Catalogue of Life.